# Eumerus shirakii
Eumerus shirakii är en tvåvingeart som beskrevs av Arika Kimura 1995. Eumerus shirakii ingår i släktet månblomflugor, och familjen blomflugor. Inga underarter finns listade i Catalogue of Life.